# Марко Апичела
Марко Апичела (на италиански: Marco Apicella) е италиански автомобилен състезател, бивш пилот от Формула 1. Има едно състезание в кариерата си във Формула 1 с екипа на Джордан Гран При през 1993, на пистата Монца в Италия.
През 1994 година печели японският шампионат във Формула Нипон. Състезава се още във Формула 3 и в японския Супер GT шампионат.